# Chiasmocleis sapiranga
Chiasmocleis sapiranga är en groddjursart som beskrevs av Cruz, Caramaschi och Marcelo Felgueiras Napoli 2007. Chiasmocleis sapiranga ingår i släktet Chiasmocleis och familjen Microhylidae. IUCN kategoriserar arten globalt som otillräckligt studerad. Inga underarter finns listade i Catalogue of Life.